# NCIS (tizenhatodik évad)
Az NCIS című amerikai televíziós sorozat tizenhatodik évadát 2018. szeptember 25-én kezdte el vetíteni a CBS csatorna az Amerikai Egyesült Államokban. Magyarországon 2019-től lesz látható a TV2-n.

## Szereplők
- Mark Harmon (Leroy Jethro Gibbs) – magyar hangja: Mihályi Győző
- Sean Murray (Timothy McGee) – magyar hangja: Kapácsy Miklós
- Wilmer Valderrama (Nick Torres) – magyar hangja: Szatory Dávid
- Emily Wickersham (Eleanor Bishop) – magyar hangja: Mezei Kitty
- Maria Bello (Jacqueline Sloane) – magyar hangja: Kocsis Judit
- Brian Dietzen (Dr. James Palmer) – magyar hangja: Láng Balázs
- Diona Reasonover (Kasie Hines) – magyar hangja: Kiss Virág
- Rocky Carroll (Leon Vance) – magyar hangja: Háda János
- David McCallum (Doki) – magyar hangja: Szélyes Imre

## Epizódlista
| Eredeti cím | Amerikai bemutató    | Magyar cím                | Magyar bemutató    | #     |
| --- | -------------------- | ------------------------- | ------------------ | ----- |
| Destiny's Child | 2018. szeptember 25. | A végzet gyermeke         | 2019. október 3.   | 16x01 |
| Vance igazgató holléte még mindig kérdéses, a csapat továbbra is keresi őt, miközben Gibbs felel az igazgatói teendőkért. |                      |                           |                    |       |
| |                      |                           |                    |       |
| Love Thy Neighbor | 2018. október 2.     | Szeresd a szomszédodat    | 2019. október 10.  | 16x02 |
| Egy haditengerészetnél lévő hadnagy gyilkosságában a különös szomszédok a legfőbb gyanúsítottak. Torresnek őrült éjszakája van Palmerrel, ami aztán később balul sül el. |                      |                           |                    |       |
| |                      |                           |                    |       |
| Boom | 2018. október 9.     | Bomba                     | 2019. október 10.  | 16x03 |
| Robbanás történik egy különleges ügynök háza előtt. Az ügynök felesége egy népszerű valóságshowban szereplő, a férfi pedig őt gyanúsítja a támadással. |                      |                           |                    |       |
| |                      |                           |                    |       |
| Third Wheel | 2018. október 16.    | Hármas fogat              | 2019. október 17.  | 16x04 |
| Míg Gibbs csendes vakációját tölti az erdőben, a csapat megszakítja nyugalmát, ugyanis van egy eset, ami közel van a kunyhójához. |                      |                           |                    |       |
| |                      |                           |                    |       |
| Fragments | 2018. október 23.    | Repeszek                  | 2019. október 17.  | 16x05 |
| Egy rejtélyes levél kerül elő, egyenesen a vietnami háborús időkből. A háborúban szolgáló katonatiszt felesége közel 40 év után kapja kézhez férje utolsó hangfelvételét. Vajon ki, illetve mi okozhatta a halálát? Ennek pontos tisztázása érdekében újranyitják az esetet, és a vizsgálatok során tett időutazás mindenkit mélyen érint. |                      |                           |                    |       |
| |                      |                           |                    |       |
| Beneath the Surface | 2018. október 30.    | Leszámolás                | 2019. október 24.  | 16x06 |
| Halloween szelleme átjárja a nyomozócsoport mindennapjait, miközben a boncteremben furcsa események borzolják a kedélyeket. Egy különös gyilkossági ügy nyomozása során egyikőjük előéletéről meglepő titok lát napvilágot. |                      |                           |                    |       |
| |                      |                           |                    |       |
| A Thousand Words | 2018. november 13.   | Ezer szó                  | 2019. október 24.  | 16x07 |
| Gibbsék elmerülnek az újkori művészet csodáiban. Egy méltán híres művésznév mögött azonban nem az rejtőzik, akit elsőnek hittek. |                      |                           |                    |       |
| |                      |                           |                    |       |
| Friendly Fire | 2018. november 20.   | Baráti tűz                | 2019. október 31.  | 16x08 |
| Fiatal természetvédők meglepő dologra bukkannak egy helyi tó mélyén. Gibbs nyomozó társai egészen Afganisztánig utaznak, hogy egy újabb gyilkossági ügy kérdéseire fényt derítsenek. |                      |                           |                    |       |
| |                      |                           |                    |       |
| Tailing Angie | 2018. december 4.    | Angie nyomában            | 2019. október 31.  | 16x09 |
| Egy fiatal nő, Angie Gray 3 év után szabadul a börtönből, és elhatározza, hogy megkeresi eltűnt szerelmét. Gibbs ügynök és csapata minden lépését követi, ekkor derül ki számukra, hogy a lány után egy rejtélyes személy is nyomozni kezdett.                                                                                             |                      |                           |                    |       |
| |                      |                           |                    |       |
| What Child is This? | 2018. december 11.   | Kié ez a gyerek?          | 2019. november 7.  | 16x10 |
| A karácsonyi hangulat, a szeretet ünnepe Gibbs ügynök csapatát is eléri, azonban Szenteste előtt bejelentést kapnak egy meggyilkolt veteránról. A feltételezett gyilkos lakásán egy árva csecsemőt talának, így Bishop és Torres nagy feladatnak néznek elébe.                                                                             |                      |                           |                    |       |
| |                      |                           |                    |       |
| Toil and Trouble | 2019. január 8.      | Lidérces történet         | 2019. november 7.  | 16x11 |
| Torres és McGee bajba kerül egy nyomozás során. Fontos megbizatásuk, hogy kiderítsék milyen felhasználásra kerülnek bizonyos vegyi anyagok. Váratlanul megjelenik a védelmi miniszter, és az azonnali felfüggesztésük kerül kilátásba. |                      |                           |                    |       |
| |                      |                           |                    |       |
| The Last Link | 2019. január 15.     | Az utolsó láncszem        | 2019. november 14. | 16x12 |
| Gibbs nyomasztó hírt kap egy régi ismerőstől, ami látszólag egyáltalán nem rázza meg. A csapat közben egy átverést eszel ki, hogy elkapják az ismert bűnszövetkezet fejét, ám fordul a kocka, amikor kiderül, a rosszfiúk egy lépéssel az NCIS előtt járnak...                                                                             |                      |                           |                    |       |
| |                      |                           |                    |       |
| She | 2019. február 5.     | A lány                    | 2019. november 14. | 16x13 |
| A nyomozók egy árva kislányra bukkannak. Bishopot különösen mélyen érinti az eset, kutatása során furcsa összefüggésekre lát rá. A szálak egészen meglepően egy korábbi NCIS csapattaghoz vezetnek. Gibbs a hírek hallatára feldúlttá válik.                                                                                               |                      |                           |                    |       |
| |                      |                           |                    |       |
| Once Upon a Tim | 2019. február 12.    | Volt egyszer egy Tim      | 2019. november 21. | 16x14 |
| McGee rábukkan legelső számítógépére, amit 25 év után bekapcsolva rejtélyes üzenetekre lesz figyelmes. Egy idegen váratlanul rájuk ront az otthonukban. A Védelmi Minisztériumot kiber-támadás éri, amihez McGee nyomozónak is köze van.                                                                                                   |                      |                           |                    |       |
| |                      |                           |                    |       |
| Crossing the Line | 2019. február 19.    | Túllépés                  | 2019. november 21. | 16x15 |
| Torres hatalmas kihívás előtt áll, amikor Vance igazgató megbízza azzal a feladattal, hogy mentoráljon három fiatalt, akik egy pályázaton nyertek két, egész napos látogatást az NCIS-nél. |                      |                           |                    |       |
| |                      |                           |                    |       |
| Bears and Cubs | 2019. március 12.    | Medvék és bocsok          | 2019. november 28. | 16x16 |
| Palmer rossz helyzetbe kerül, amikor apósa arra kéri, hogy hazudjon egy balesetnek hitt halálesetnél. Az ügyben egy volt NCIS ügynök, Anthony Dinozzo édesapja is belekeveredik. |                      |                           |                    |       |
| |                      |                           |                    |       |
| Silent Service | 2019. március 26.    | Csendes szolgálat         | 2019. november 28. | 16x17 |
| Látszólag fulladás áldozata lett egy tengeralattjárón a fiatal katonatiszt, azonban a boncolási eredmények mást mutatnak. Gibbs és Ellie olyan helyzetbe kerül, amire senki nem számít az NCIS-nél. |                      |                           |                    |       |
| |                      |                           |                    |       |
| Mona Lisa | 2019. április 2.     | Mona Lisa                 | 2019. december 5.  | 16x18 |
| Torres ügynököt rémes állapotban találják meg kollégái. Sajnos a férfit gyilkossággal gyanúsítják, így Gibbsnek és csapatának fel kell vennie a harcot az idővel, hisz barátjukat és kollégájukat hosszú időre lecsukhatják. |                      |                           |                    |       |
| |                      |                           |                    |       |
| Perennial | 2019. április 9.     | Örökzöld                  | 2019. december 5.  | 16x19 |
| Egy tengerésznek álcázott civil lövöldözni kezd a kórházban, ahol Sloane ügynök lánya is dolgozik. A nőt megviseli az ügy, hisz születése óta nem látta örökbeadott lányát. Gibbs nevelési célzattal Torresre bízza az ügyet. |                      |                           |                    |       |
| |                      |                           |                    |       |
| Hail & Farewell | 2019. április 16.    | Isten hozott, Isten veled | 2019. december 12. | 16x20 |
| Ellen Wallace-ról mindenki azt gondolta, hogy a szörnyű szeptember 11-i terrortámadás áldozata lett. Azonban egy építkezés során megtalálják a maradványait. McGee és a csapat legnagyobb döbbenetére Gibbs és Ellen közeli kapcsolatban álltak egymáshoz.                                                                                 |                      |                           |                    |       |
| |                      |                           |                    |       |
| Judge, Jury... | 2019. április 30.    | Bíró, esküdt…             | 2019. december 12. | 16x21 |
| Egy 30 évvel ezelőtti gyilkosságot old meg az NCIS csapata, illetve csak hiszik, hogy megoldották. Eközben McGee Kaliforniába megy, hogy beépített ügynökként információkat tudhasson meg Gibbs és Vance számára. |                      |                           |                    |       |
| |                      |                           |                    |       |
| Lost Time | 2019. május 7.       | ...és hóhér               | 2019. december 19. | 16x22 |
| Különös esetekre bukkan az NCIS csapata. Az ügyben több felsőbb pozícióban lévő bíró is érintett, ezért titokban folytatódik a nyomozás. Gibbs közben célponttá válik, ám senki nem tudja, ki vadászik rá. |                      |                           |                    |       |
| |                      |                           |                    |       |
| Lost Time | 2019. május 14.      | Betegszabadság            | 2019. december 19. | 16x23 |
| Gibbs titka mindenki számára kiderül a csapatban, ettől a férfi sebezhetőnek érzi magát, ezért egy régi baráttal találkozik, akivel kibeszélheti gondolatait. |                      |                           |                    |       |
| |                      |                           |                    |       |
| Daughters | 2019. május 21.      | Apák és lányok            | 2019. december 19. | 16x24 |
| Fornell lánya életveszélyes állapotban kerül kórházba, valaki megmérgezte. Gibbs mindenben segít a férfinek, azonban Fornellnek váratlan látogatója érkezik. |                      |                           |                    |       |
| |                      |                           |                    |       |